# يوانغ
يوانغ هي مدينة في كوريا الجنوبية، تتبع مقاطعة غيونغي، بلغ عدد سكانها 154,879 نسمة في 2015، تبلغ مساحتها 53.46 كيلومتر مربع.